# Ion Rasoviceanu
Ion Rasoviceanu (n. 1 iulie 1906, Stroiești, România – d. 23 februarie 1967, București, România) a fost un ofițer român, care a luptat în cel de-al Doilea Război Mondial. În calitate de șef al Biroului Cercetare din statul major al Comandamentului Militar al Capitalei, maiorul Rasoviceanu a furnizat reprezentanților Partidului Comunist informații privind amplasamentul și efectivele unităților militar germane aflate în București și în împrejurimi. A fost înaintat ulterior la gradul de general.

## Decorații
- Ordinul „Coroana României” în gradul de Cavaler (8 iunie 1940)[1]
- Ordinul „23 August” clasa a III-a (10 august 1964) „pentru merite deosebite în opera de construire a socialismului, cu prilejul celei de a XX-a aniversări a eliberării patriei”[2]